# Superficial
Superficial è l'album di debutto di Heidi Montag. Ci sono voluti circa tre anni per completarlo, e contiene canzoni di genere hip-hop e dance pop. È stato pubblicato sotto l'etichetta Pratt Productions, fondata da suo marito Spencer Pratt apposta per l'album, ed è disponibile solo via download digitale. L'album è preceduto dal singolo omonimo.
Per produrre quest'album sono stati spesi due milioni di dollari americani e ci sono voluti tre anni di lavoro. Heidi Montag ha detto che ha intitolato il suo album Superficial perché, come ha confermato in un'intervista, viene chiamata spesso superficiale; il titolo dell'album è come un doppio senso, e vuol far capire che chi non la conosce vede solo il suo aspetto esteriore, e non sa molto di lei. Heidi Montag descrive l'album come un divertente e ballabile album, e che secondo lei c'era troppa oscurità nel mondo, e voleva portare un po' di gioia.
L'album è sostanzialmente di genere dance pop, con l'aggiunta di elementi synthpop. La prima traccia, Look How I'm Doin, è dedicata a una relazione finita, mentre Blackout è dedicata a suo marito. Il testo della maggior parte delle canzoni è basato sul sesso come ad esempio I'll Do It, che nel ritornello recita I'll be your blonde tonight if that's what you like (sarò la tua bionda stanotte se questo ti piace).
L'album, che fu pubblicato l'11 gennaio 2010, ha venduto 658 copie nella sua prima settimana, mentre le canzoni compressivamente raggiunsero i 6.000 download digitali. L'unico singolo estratto dall'album fu Superficial, il 22 novembre 2009. La canzone More Is More, già pubblicata, come altre canzoni dell'album, prima della sua pubblicazione, arrivò sino alla posizione numero 27 della classifica delle canzoni dance americane nel giugno 2009. Look How I'm Doin' e "Blackout" furono inoltre già pubblicate nel secondo EP della cantante Here She Is... nel 2009. L'album ricevette critiche negative: Kieran Layton di The Pitt News lo valutò con una D, ritenendolo "pieno di canzoni povere, sintetizzate e, peggio di tutto, facilmente dimenticabili, per non dire irritanti".

## Tracce
1. Look How I'm Doin' (Steve Morales, Cathy Dennis, Ramond Diaz) - 3:28
2. Turn Ya Head (Morales, Dennis, Keithin Pittman) - 3:37
3. Fanatic (Dennis, Chris Rojas, Kool Kojak) - 3:25
4. Superficial (Morales, Atozzio Townes, Harold St. Louis) - 3:08
5. More Is More (Morales, Laura Pergolizzi, St. Louis) - 3:05
6. One More Drink (Mary Brown, The Runners, Dawn Richard) - 3:37
7. Twisted (Sebastian Jacome, Pergolizzi) - 3:48
8. Hey Boy (Jacome, Pergolizzi) - 2:54
9. My Parade (John Stary, Ben McCrary, Melanie Dayan) - 3:23
10. Blackout (Dennis, Rojas, Taylor Momsen) - 3:29
11. I'll Do It (Morales, Stacy Barthe, Pittman) - 3:30
12. Love It or Leave It (Jacome, Pergolizzi) - 3:00